# Turcoraphidia hethitica
Turcoraphidia hethitica là một loài côn trùng trong họ Raphidiidae thuộc bộ Raphidioptera. Loài này được H. Aspöck và đồng sự miêu tả năm 1984.